# Gastrolobium bilobum
Gastrolobium bilobum är en ärtväxtart som beskrevs av Robert Brown. Gastrolobium bilobum ingår i släktet Gastrolobium och familjen ärtväxter. Inga underarter finns listade i Catalogue of Life.